# Los Cúes
Los Cúes är en ort i Mexiko.   Den ligger i kommunen Tempoal och delstaten Veracruz, i den sydöstra delen av landet, 240 km norr om huvudstaden Mexico City. Los Cúes ligger 105 meter över havet och antalet invånare är 259.
Terrängen runt Los Cúes är platt. Runt Los Cúes är det ganska tätbefolkat, med 72 invånare per kvadratkilometer. Närmaste större samhälle är Tantoyuca, 19,9 km sydost om Los Cúes. Omgivningarna runt Los Cúes är en mosaik av jordbruksmark och naturlig växtlighet.